# 디디멜레스속
디디멜레스속(Didymeles)은 회양목과에 속하는 속씨식물 속이다. 이 속은 적어도 지난 십여 년 이상, 상당수의 분류학자로부터 인정받아왔다. 2003년의 APG II 분류 체계에서는 과로 인정되지 않았고, 하위 종들은 회양목과에 포함되었다. 그러나 APG II 분류 체계는 조건적 분리(즉, 목(目)으로 분류하지 않지만 진정쌍떡잎식물군의 기초 계통군 속에 남겨 두는)로써, 이 과의 분리를 선택 사항으로 허락했다. 이는 같은 배치에 과로 확실하게 인정되었던, 1998년의 APG 분류 체계와 비교하여 약간의 변화를 보여 준다. 이 속은 상록수 2종을 포함하고 있으며, 마다가스카르와 코모로 제도에 제한적으로 분포한다.